# Álvarez-Cuevas (famiglia)
Gli Álvarez-Cuevas o Álvarez de Cuevas sono una famiglia nobile spagnola.

## Storia
La famiglia Álvarez-Cuevas ha le sue origini nel Principato delle Asturie, essendo un ramo cadetto della famiglia Álvarez de Canero. Alla fine del XVII secolo si stabilirono a El Puerto de Santa María (Cadice).
Dopo la guerra di successione spagnola (1701-1713) e la vittoria di Filippo V di Spagna, di cui gli Álvarez-Cueva furono sostenitori, diversi membri della famiglia parteciparono alle Flotte delle Indie Occidentali, occupando alti ranghi militari nella Armada Española a Cadice, Veracruz, L'Avana e Cartagena de Indias. 
Nel 1734, il capitano Francisco de Álvarez-Cuevas y de Pelayo costruì il Palazzo Álvarez-Cuevas a El Puerto de Santa María, la cui proprietà fu ereditata nel 1738 da suo figlio Francisco de Álvarez-Cuevas y Banquero, capitano della milizia urbana, consigliere perpetuo e figlio illustre della città.
Come i signori della loro epoca, la famiglia Álvarez-Cuevas andò gradualmente guadagnando potere e fortuna grazie alle sue alleanze permanenti e i legami di fedeltà alla monarchia, una situazione che divenne radicata nel tardo del XVIII secolo, quando la famiglia si stabilì nel Principato di Catalogna, da quando Juan de Álvarez-Cuevas y de Craywinckel si sposò con María Luisa de Viard y de Salvador, nipote del conte di Fogonella.
Nel corso della sua storia, la famiglia Álvarez-Cuevas è stata imparentata con importanti famiglie nobili spagnole, avendo come antenati i baroni di Florejachs, i marchesi di Serdañola, i conti di Castellar e, con questi ultimi, Juan Alonso Pérez de Guzmán, I duca di Medina Sidonia.

## Membri illustri della famiglia
- Francisco de Álvarez-Cuevas y de Pelayo (deceduto nel 1738), capitano della Marina Navale spagnola.[2] Nel 1731 prestò servizio nello Squadrone del Mediterraneo, guidato dall'ammiraglio Blas de Lezo, come capitano del vascello "San Carlos".
- Francisco de Álvarez-Cuevas y Banquero (1706), capitano della milizia urbana e consigliere perpetuo del consiglio comunale di El Puerto de Santa María (Cadice).
- Juan de Álvarez-Cuevas y Banquero (fratello del precedente), ufficiale della Marina Navale spagnola nel Vicereame della Nuova Granada.
- Juan de Álvarez-Cuevas y de Craywinckel (1740), tenente colonnello di Cavalleria.
- María Ramona de Álvarez-Cuevas y de Viard (1777-1857), VIII marchesa di Santa Cruz de Marcenado e VIII viscontessa del Puerto.
- Manuel de Navia-Osorio y de Álvarez-Cuevas (1806-1881), IX marchese di Santa Cruz de Marcenado, deputato.
- José María de Navia-Osorio y de Álvarez-Cuevas (1812), IX visconte del Puerto, brigadiere, deputato e governatore civile di Oviedo e Santander.
- Antonio de Padua (1812-1889), Narciso (1812), Felipe (1814), Francisco e José (1817) de Álvarez-Cuevas y de Tord, cavalieri dell'Ordine di Isabella la Cattolica e del Reale e militare ordine di San Ferdinando.
- Felipe de Álvarez-Cuevas y de Castellví (1856), capitano di Fanteria.
- José María de Álvarez-Cuevas y Fuster (deceduto nel 1923), deputato.
- José de Álvarez-Cuevas y de Lacassaigne (deceduto nel 1929), deputato.
- Juan de Álvarez-Cuevas y de Sisternes (1873-1936), sindaco di Villafranca del Panadés (Barcellona) tra il 1925 e il 1930.
- Manuel de Álvarez-Cuevas y Olivella (1874-1930), vicesindaco del Comune di Barcellona e presidente del Comitato Organizzatore dell'Esposizione universale di Barcellona del 1929.
- Francisco de Álvarez-Cuevas y Güell (1889-1945), uomo d'affari e collezionista d'arte.
- María de las Mercedes de Álvarez-Cuevas y Güell (deceduta nel 1971), decorata con la medaglia spagnola della Sofferenza per la Patria.

## Proprietà
Diversi membri della famiglia Álvarez-Cuevas possiedono o hanno posseduto diversi edifici storici in Spagna:
- Palazzo Álvarez-Cuevas, più tardi chiamato Palazzo Bernabé y Madero, a El Puerto de Santa María (Cadice).
- Palazzo Reale di Villafranca del Panadés (Barcellona), oggi sede del Museo delle culture del vino della Catalogna.
- Palazzo Maciá a Villafranca del Panadés (Barcellona).
- Castello di Penyafel a Santa Margarita y Monjós (Barcellona).
- Casa Álvarez-Cuevas a Santa Margarita y Monjós (Barcellona).
- Villa Álvarez, più tardi chiamata Villa Florentina, a Sitges (Barcellona).
- Casa Perelló ad Ametlla (Lérida).